# Joel de Oliveira Monteiro
Joel de Oliveira Monteiro (* 1. Mai 1904 in Rio de Janeiro; † 6. April 1990 ebenda) war ein brasilianischer Fußballnationaltorhüter.

## Karriere
Joel spielte ausschließlich für den America FC aus Rio de Janeiro. Für die Fußballnationalmannschaft von Brasilien bestritt er zwei Freundschaftsspiele sowie ein offizielles Länderspiel.
Das erste Länderspieleinsatz erfolgte am 10. Juli 1929 beim 2:0 über Ferencváros Budapest. Dieses Spiel wird aber nicht als offizielles Länderspiel gewertet. Danach war er Teil der Mannschaft bei der ersten Fußball-Weltmeisterschaft 1930 und spielte am 14. Juli gegen Jugoslawien. Sein letzter Einsatz erfolgte beim 4:3 am 17. August 1930 bei einem weiteren Freundschaftsspiel gegen die USA.

## Erfolge
America FC
- Staatsmeisterschaft von Rio de Janeiro: 1928